# Adrienne Warren
Pour les articles homonymes, voir Warren.
Adrienne Warren, née le 6 mai 1987 en Virginie, est une actrice, chanteuse et danseuse américaine. Connue pour ses prestations sur scène à Broadway, elle remporte en 2020 le Tony Award de la meilleure actrice en interprétant le rôle-titre dans la comédie musicale Tina (en), consacrée à la carrière de Tina Turner.

## Biographie
Adrienne Warren nait le 6 mai 1987 en Virginie. Elle fait ses débuts sur scène en 2009 dans les comédies musicales The Wiz et Dreamgirls (en) puis joue en 2012 au St. James Theatre dans Bring It On: The Musical. En 2016 sa prestation dans Shuffle Along (en) lui vaut une nomination pour le Tony Award du meilleur second rôle féminin dans une comédie musicale.
En octobre 2017, Tina Turner annonce qu'Adrienne Warren l'incarnera dans la comédie musicale juke-box qui porte son nom, à l'Aldwych Theatre de Londres. À partir de 2019, le spectacle se produit ensuite à Broadway au Lunt-Fontanne Theatre. En 2020 Adrienne Warren remporte pour le rôle-titre le Tony Award de la meilleure actrice dans une comédie musicale, mais la cérémonie est reportée en 2021 en raison de la pandémie de Covid-19. 
Adrienne Warren mène une carrière à la télévision à partir de 2013 avec des rôles dans les séries Blue Bloods,  Orange Is the New Black, Black Box ou encore Quantico. En 2022 elle incarne Mamie Till-Mobley la militante américaine et mère d'Emmett Till, assassiné dans le Mississippi le 28 août 1955 à l'âge de 14 ans, dans la mini-série Women of the Movement (en),.
En 2022 elle tourne également pour le cinéma dans deux longs métrages : The Woman King de Gina Prince-Bythewood dont l'intrigue se déroule au royaume du Dahomey, et Rustin de George C. Wolfe, un film sur le militant Bayard Rustin.

## Théâtre
- 2009 : The Wiz : chanteuse (New York City Center)
- 2009-2010 : Dreamgirls (en) : Lorell Robinson  (Touring Production)
- 2012 : Bring It On: The Musical : Danielle (St. James Theatre)
- 2016 : Shuffle Along (en) : Gertrude Saunders / Florence Mills (Music Box Theatre)
- 2018-2021 : Tina (en) : Tina Turner (Aldwych Theatre puis Lunt-Fontanne Theatre)

## Filmographie

### Cinéma
- 2022 : The Woman King de Gina Prince-Bythewood : Ode
- 2023 : Rustin de George C. Wolfe : Claudia Taylor

### Télévision
- 2013 : Blue Bloods : Rachel Manning (saison 3, épisode 20)
- 2013 : Orange Is the New Black : Dina (saison 1, épisode 10)
- 2013 : People in New Jersey de Paul Feig (téléfilm) : Nina
- 2014 : Black Box : Carrie Waylan (épisode 2)
- 2014 : Irreversible (téléfilm) : Serveuse
- 2015 : Point of Honor de Randall Wallace (téléfilm) : Abby
- 2015 : Last Week Tonight with John Oliver : Maternity (saison 2, épisode 13)
- 2016 : Royal Pains : Invitée au mariage (saison 8, épisode 7)
- 2017 : Quantico : Malory Haynes (saison 2, épisode 15)
- 2017 : The Tap : Nia Murphy (épisode pilote)
- 2017 : Perfect Citizen de Paris Barclay (téléfilm) : Ingrid Tate
- 2020 : The Late Show with Stephen Colbert : Tina Turner (saison 5, épisode 70)
- 2022 : Women of the Movement (en) : Mamie Till-Mobley (6 épisodes)